# El Bebeto
Carlos Alberto García Villanueva (Guasave, Sinaloa, México; 2 de mayo de 1990), artísticamente conocido como El Bebeto, es un cantante y compositor mexicano. Grabó su primer material discográfico titulado, Quiero que seas tú en 2010, bajo el sello discográfico  de Universal Music. Alcanzó la fama en México tras una colobaración con el grupo 3BallMTY y América Sierra en su sencillo «Inténtalo» lanzado en 2011, el cual ocupó el número 1 en listas de México, y el número 2 en el Billboard Latino de los Estados Unidos.
Su nombre artístico hace referencia a su segundo nombre, Alberto y al ser el hermano menor de su familia. Cuenta con seis producciones discográficas, Quiero que seas tú (2010), Ese soy yo (2012), En tu mirada (2014), Eternamente mexicano (2015), No que no (2016) y Mi persona preferida (2019). Es reconocido por sencillos como «Seremos», «Cuando tu me besas», «Lo más interesante», «No te creas tan importante», «Lo legal», «Mi persona preferida», «Corazón de acero», entre otros.
A lo largo de su trayectoria ha sido acreedor de diferentes premios y nominaciones entre lo que se encuentran el Premio Billboard Latino por canción regional mexicana del año con «Inténtalo» en 2013, dos nominaciones a los Premios Lo Nuestro en 2011 y 2018.  En 2019, ganó el premio Bandamax al Artista Juvenil del año y también fue nominado para los Latin Grammy en la categoría de álbum del año ranchero con Mi persona preferida, en competencia con Vicente Fernández, Alejandro Fernández y Christian Nodal. «Seremos» fue certificado doble platino + oro por la Asociación Mexicana de Productores de Fonogramas y Videogramas (AMPROFON) y doble platino en los Estados Unidos por la Recording Industry Association of America (RIAA). Además ha colaborado con artistas como Natalia Jiménez, El Komander, América Sierra, Chayín Rubio, entre otros.

## Biografía y carrera artística

### 1989-2011: inicios yQuiero que seas tú
Carlos Alberto García Villanueva nació en la ciudad de Guasave, Sinaloa el 2 de mayo de 1989. Es hijo de Tomas García Quiñones y Teresa Villanueva y es el menor de entre tres hermanos. Desde los 7 años de edad Carlos comenzó a involucrarse en la música, quien junto a su padre desarrollaba eventos sociales y fiestas locales. Durante su adolescencia formó parte de una banda llamada Estrella Blanca a lo largo de 3 años. Después de la desintegración de la banda, Carlos comenzó a estudiar la universidad. 
A los 18 años, mudó a la ciudad de Mexicali, Baja California donde volvió a ser miembro de una banda llamada La única Estrella tocando armonías. Tiempo después regresó a su ciudad natal, para convertirse en el vocalista de Banda Sairú donde permaneció por 4 años. Después de la muerte de su padre, Carlos volvió a la música y con ayuda de José Serrano y el compositor Luciano Luna grabó su primer álbum de estudio como solista con la disquera Universal Music en 2010.
En 2010 El Bebeto grabó su primer álbum de estudio titulado Quiero que seas tú que contiene 10 canciones del género regional mexicano bajo la compañía discográfica de Disa Records una división de Universal Music en México. El álbum fue lanzado el 1 de enero de 2011 del cual se extrajeron sencillos como «Eres mi necesidad», «Quiero que seas tú» y «Te perdono todo».
El Bebeto recibió nominaciones en los Premio Lo Nuestro al Artista Revelación del Año en la categoría de Regional Mexicano. En ese mismo año colaboró en el sencillo «Inténtalo» de la agrupación 3BallMTY, tema que le dio crecimiento comercial en México.

### 2012-2013:Ese soy yo
A raíz del éxito con 3BallMTY, el 20 de marzo de 2012 lanzó su segundo álbum, Ese soy yo. El cual contiene 13 canciones de autores como Adrián Pieragostino, América Sierra, Horacio Palencia y Espinoza Paz. El primer sencillo promocional de este álbum fue «Corazón de acero» que alcanzó el puesto número 39 en las listas de Mexico Airplay por la revista Billboard.
Más tarde saldrían al mercado musical dos sencillos más «Lo legal» el cual logró posicionarse en el puesto número 15 por 39 semanas, resultado ser el tema más popular de este álbum, el último sencillo fue «Ese soy yo» lanzado el 7 de junio de 2013 que se posicionó en el número 30  permaneciendo ahí por 13 semanas. En julio de ese mismo año, El Bebeto emprendió una gira promocional a lo largo de la república mexicana. Fue partícipe del proyecto musical Generación tribal en el cual interpretó el tema «No bailes de caballito», lanzado el 27 de febrero de 2013, se trata de cover de la Banda El Mexicano.

### 2014-2015:En tu mirada
El 1 de enero de 2014 sacó su tercer álbum titulado En tu mirada teniendo un total de 15 canciones del cual se extrajeron dos sencillos, el primero «Lo más interesante» de la autoría del cantante, Espinoza Paz y fue lanzado el 7 de enero. El 4 de febrero de ese mismo año un video musical fue publicado a través de la plataforma Youtube, así como en el canal de televisión de Televisa, Bandamax. El tema también salió a la venta de forma digital.
Su segundo sencillo «No te creas tan importante» debutó en el lugar número 1 en las listas de Monitor Latino en México. El 23 de junio se lanzó también un video musical para esta canción, logrando alcanzar más de 200 millones de visitas desde su publicación en Youtube. La canción «Cuando tú me besas» fue la primera en la que El Bebeto cantó acompañado de Mariachi. En tu mirada también fue lanzado en los Estados Unidos para la comunidad latina de ese país.

### 2015-2016:Eternamente mexicano

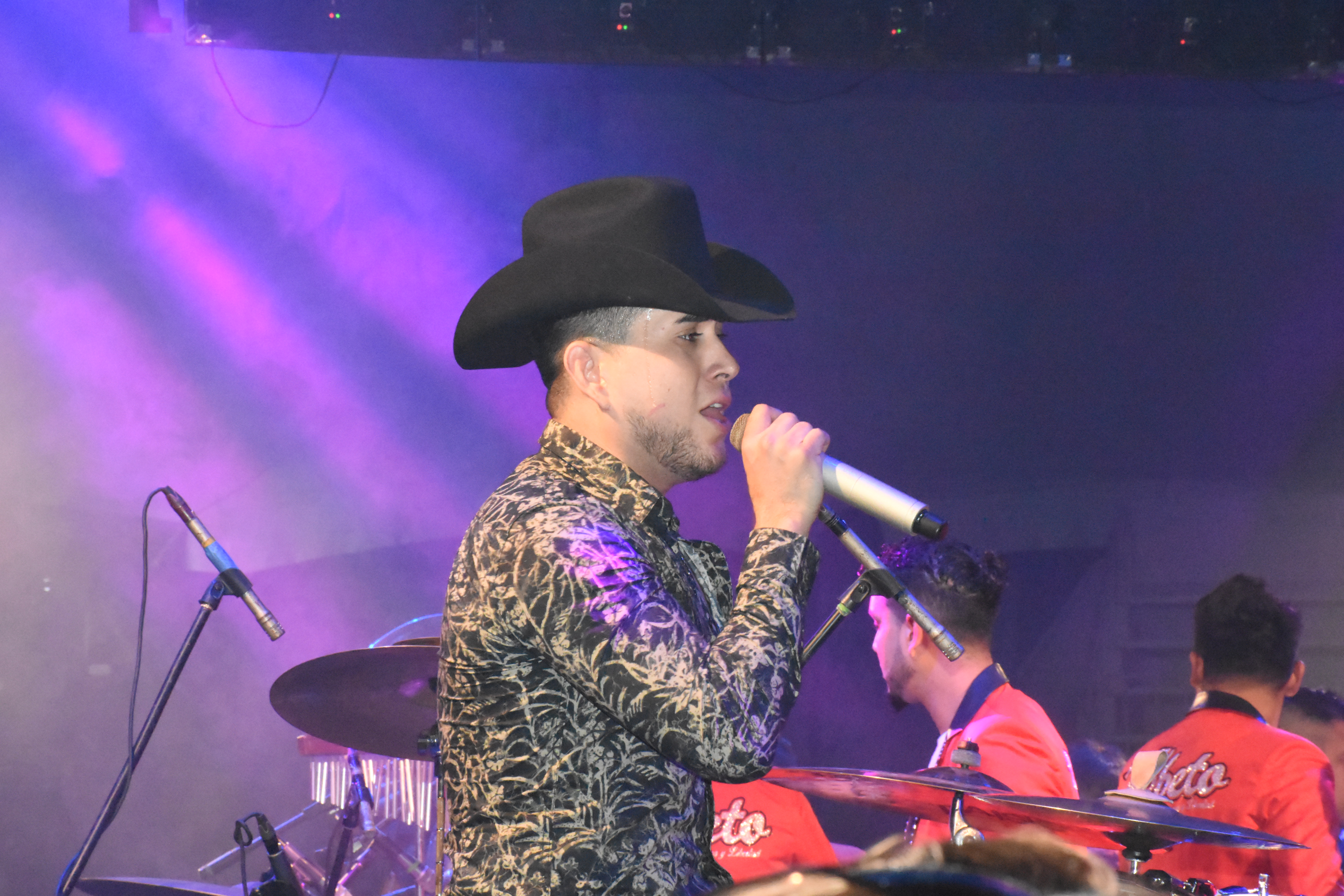
El Bebeto en vivo en 2016.

Eternamente mexicano es el nombre del cuarto material discográfico de El Bebeto, salió a la venta el 28 de agosto de 2015 y en preventa digital el 14 de agosto. Es el primer álbum totalmente de género ranchero con mariachi. Se compone de 12 canciones, «Corazón de acero», «Besos nuevos», «Te perdono todo», «Eres mi necesidad» y «Lo Legal» son temas de discos pasados incluidos en este álbum en una versión editada acompañada de Mariachi.
Adicional a estas nuevas versiones, nuevos videos musicales también fueron publicados. «Besos nuevos» y «Cuando tu me besas» fueron los dos sencillos desprendidos de este álbum. Con respecto al disco El Bebeto declaró «En cualquier parte del mundo el mariachi es conocido, y la gente sabe que es la música representativa de México y es mucho más internacional que el género de la banda».

### 2016-2018:No que no
El 26 de agosto de 2016 salió la preventa del quinto álbum de estudio de El Bebeto, No que no en iTunes. Contiene 13 canciones y una colaboración a dueto con el cantante El Komander, del cual fueron extraídos sencillos como «Porque tomando», «Etiqueta azul» o «Como olvidarte» que se posicionó en el lugar número 44 del Airplay Latino permaneciendo ahí por 4 semanas.
Las canciones más exitosas de este álbum fueron «Mente degenerada» y «Como olvidarte» al obtener los puestos 23 y 18, respectivamente del Airplay de Regional Mexicano así como «No fue necesario» y nuevamente «Mente degenerada» que alcanzaron los lugares 12 y 11 del Airplay México Popular. Este disco estuvo acompañado de una gira promocional por Estados Unidos y México. Y logró colocarse en el puesto 22 en el Top de Álbumes Latinos del Billboard durante 2 semanas.

### 2019:Mi persona preferida
Mi persona preferida fue lanzado el 8 de febrero de 2019, se trata del sexto álbum de estudio de El Bebeto. El disco fue escrito y producido por el cantante y compositor Espinoza Paz quien anteriormente ya había escrito para El Bebeto. Se compone de 12 temas y contiene canciones del género ranchero, Cumbia y Mariachi. «El talento de esta mancuerna dio como resultado un álbum que retoma las racices de nuestra música donde El Bebeto le canta al amor y al desamor acompañado por los acordes de trompetas y violines característicos del mariachi» según un comunicado entre El Bebeto y Espinoza Paz.
«¿Por qué dejaste que te amara?», «Mi persona preferida», «Hicimos clic», «Vete», «Viajes para marte» y «Seremos» fueron una serie de sencillos promocionales publicados a partir del 2018 como parte del nuevo álbum el cual cuenta con una edición limitada en formatos digital, físico y vinilo exclusivamente para Estados Unidos.
«Seremos» se convirtió en el sencillo con más éxito no solo del álbum sino de la carrera musical de El Bebeto, el cual le costó varias nominaciones en 2018 entre las que se encuentran los Premios Lo Nuestro en la categoría de video del año, y en los Premios Bandamax en la misma categoría resultando ganador. Además obtuvo la certificación digital del tema con Doble disco de platino más oro en México y doble disco de platino en Estados Unidos. «Seremos» también se trata del video musical más visto del cantante con poco más 340 millones de visitas en su canal de Youtube.
En 2019, El Bebeto colaboró con otros artistas, como el cantante Chayín Rubio en el que participó en un cover de la banda Elefante, así mismo tuvo una contribución en el álbum en vivo, con La Sonora Dinamita con el tema «La Parabólica» un cover del cantante y compositor Lucho Argain, México de mi corazón de la cantante española, Natalia Jiménez con el tema «Te lo pido por favor» un cover del cantautor, Juan Gabriel. En enero de 2020, fue concursante del programa de telerrealidad Mira Quien Baila, en su temporada número 7 transmitido en Estados Unidos por la cadena de televisión, Univisión. En el primer trimestre del 2020, En vivo desde El Lunario es el primer álbum en directo del cantante, se lanzaron tres álbumes identificados por géneros: banda, norteño y mariachi.

### 2023:Valió La Pena Con Mariachi
El 20 de enero de 2023 se lanzó el álbum de estudio "Valió La Pena Con Mariachi". 17 canciones inéditas autorías de compositores como Luciano Luna, Marián Oviedo, Bruno Danzza, Manuel Eduardo Toscano, Mónica Vélez, Chucho Rincón, Romeo Beltrán, Juan Solo, Raúl Jiménez, Adrián Navarro, y Arturo Munguía. Bajo la compañía Universal Music, grabado en Monterrey Nuevo León México y producido en España por Fabián Rincón. El título del álbum se debe a que El Bebeto "guarda un profundo respeto por esta música", el estreno de este álbum coincidió con el Día Internacional del Mariachi promulgado por la UNESCO.

## Vida personal
El Bebeto mantiene una relación amorosa con la presentadora de televisión, Marlen Selene desde 2015 y a principios del 2020 se comprometieron oficialmente en el puerto de Santa Mónica, California.

## Discografía
| - 2010: Quiero que seas tú - 2012: Ese soy yo - 2014: En tu mirada - 2015: Eternamente mexicano - 2016: No que no - 2019: Mi persona preferida - 2023: Valió La Pena Con Mariachi - 2020: Desde El Lunario, Ciudad De México - 3BallMTY, América Sierra - Inténtalo (2012) - La Sonora Dinamita - «La parabólica» (2016) - Chayín Rubio - «Así es la vida» (2019) - Natalia Jiménez - México de mi corazón (2019) |

## Filmografía

### Televisión
| Año  | Título               | Personaje | Productor      | Nota                 | Ref.   |
| ---- | -------------------- | --------- | -------------- | -------------------- | ------ |
| 2020 | Mira Quien Baila     | Él mismo  | José Lascurain | Concursante de baile | [ 73 ] |
| 2022 | Music Battles México | Él mismo  | Ángel Aponte   | Juez                 |        |

## Premios y nominaciones

### Galardones
| Año  | Entrega             | Categoría               | Nominación  | Resultado | Ref.   |
| ---- | ------------------- | ----------------------- | ----------- | --------- | ------ |
| 2013 | Premios Billboard   | Regional Mexican Song   | «Inténtalo» | Ganador   | [ 18 ] |
| 2013 | Premios La Jefa     | Mejor solista masculino | El Bebeto   | Ganador   | [ 82 ] |
| 2018 | Premios de la Radio | Video del año           | «Seremos»   | Ganador   | [ 83 ] |
| 2018 | Premios Bandamax    | Video del año           | «Seremos»   | Ganador   | [ 66 ] |
| 2019 | Premios Bandamax    | Artista juvenil del año | El Bebeto   | Ganador   | [ 20 ] |

### Nominaciones
| Año  | Entrega             | Categoría                         | Nominación                   | Resultado | Ref.   |
| ---- | ------------------- | --------------------------------- | ---------------------------- | --------- | ------ |
| 2011 | Premios Lo Nuestro  | Mejor solista regional del año    | El Bebeto                    | Nominado  | [ 19 ] |
| 2013 | Premios Billboard   | Hot Latin Song of the Year        | «Inténtalo»                  | Nominado  | [ 18 ] |
| 2014 | Premios de la Calle | Por el que se derriten las morras | El Bebeto                    | Nominado  | [ 84 ] |
| 2014 | Premios Bandamax    | Solista del Año                   | El Bebeto                    | Nominado  | [ 85 ] |
| 2014 | Premios Bandamax    | Video más pedido                  | «No te creas tan importante» | Nominado  | [ 85 ] |
| 2014 | Premios Bandamax    | Artista más influyente            | El Bebeto                    | Nominado  | [ 85 ] |
| 2018 | Premios Lo Nuestro  | Video del año                     | «Seremos»                    | Nominado  | [ 86 ] |
| 2019 | Latin Grammy        | Mejor álbum ranchero              | Mi persona preferida         | Nominado  | [ 21 ] |